# Ferdinand Keilmann
Ferdinand Keilmann (* 24. Juli 1907 in Würzburg; † 7. September 1979 in Bochum; vollständiger Name: Ferdinand Johann Martin Keilmann) war ein deutscher Architekt.

## Leben
Ferdinand Keilmann war das älteste von drei Kindern des Gymnasiallehrers und Musikprofessors Ferdinand Keilmann und seiner Frau Rosa, geb. Lehmann. Zusammen mit seinem Bruder Wilhelm und der Schwester Agnes (verh. Spinnler) wuchs er in Würzburg, Nürnberg und Aschaffenburg auf. Bedingt durch eine Rachitis war Keilmann schwerhörig und konnte somit nicht den gewünschten Beruf des Musikers ergreifen.
Nach einer Lehre als Tischler studierte er von 1924 bis 1927 in der Architekturklasse von Hugo Eberhardt an der höheren technischen Lehranstalt in Offenbach am Main und arbeitete anschließend in dessen Atelier. Anfang 1928 wechselte er für ein Jahr in das Privatatelier von Otto Leitolf in Aschaffenburg. Nach kurzer Selbständigkeit absolvierte er zwischen September 1929 und Juni 1933 ein weiteres Studium der Architektur in Weimar an der Staatlichen Bauhochschule, der Nachfolgeeinrichtung des Bauhauses. Er gehörte der Klasse von Ernst Neufert an; nach dessen Entlassung durch Volksbildungsminister Wilhelm Frick im April 1930 setzte Keilmann sein Studium an der nun von Paul Schultze-Naumburg geleiteten Hochschule fort, blieb aber weiter privat für Neufert tätig.
Keilmann war zum 1. Februar 1932 der NSDAP beigetreten (Mitgliedsnummer 964.713); seit dem 1. Januar 1934 war er Pressewart der Aschaffenburger NSDAP-Ortsgruppe, am 12. März 1935 stellte er zusätzlich einen „Antrag auf Ausstellung eines Ausweises für pol. Leiter“.
Nach einem dreijährigen Volontariat beim Aschaffenburger Hochbauamt trat er April 1936 in die Bauabteilung der Reichsluftwaffe ein. Sein erster Einsatzort war Hörnum auf Sylt. Dort plante er für das Seefliegerhorst ein Offiziersheim und Wohnhäuser für Beamte und Offiziere. Im Herbst 1937 ließ er sich nach Berlin versetzen und war an der Errichtung einer Flak-Kasernen-Anlage in Berlin-Lankwitz beteiligt. Im Oktober 1939 wechselte er erneut den Arbeitsplatz und war für 9 Monate bei der Brandenburgischen Heimstätte GmbH verantwortlich für die Planung und Errichtung der heute denkmalgeschützten „Bosch-Siedlung“ in Stahnsdorf. Nach weitgehender Fertigstellung des 1. Bauabschnitts wechselte er in das Privatatelier von Herbert Rimpl, eines Architekten aus dem Baustab von Albert Speer als Generalbauinspektor für die Reichshauptstadt. Die Aufgabe von Keilmann und seinen Kollegen bestand in erster Linie in der Planung des Südbahnhofs für die Welthauptstadt Germania. Daneben wurden politisch relevante Wettbewerbsbeiträge gezeichnet (z. B. für ein Verwaltungsforum in Braunschweig oder Bauten an der projektierten Berliner Nord-Süd-Achse).
Nach kriegsbedingter Einstellung dieser Planungen arbeitete Keilmann in der Robert Ley unterstehenden „Deutschen Akademie für Wohnungswesen e.V. – Forschungsstelle des Reichswohnungskommissars für die Erzielung von Höchstleistungen im Wohnungs- und Siedlungswesen“. Dort war er in der Abteilung Typung und Normung u. a. an der Entwicklung des Behelfsheims des Deutschen Wohnungshilfswerks beteiligt. Nach einer kurzen Zeit bei der Wehrmacht im Sommer 1944 erlebte er das Kriegsende in Roigheim. Dort arbeitete er als Architekt für eine unterirdische Produktionsverlagerung der Firma BBC aus Mannheim, die U-Boot-Antriebe anfertigte.
Nach zweimaligem Durchlaufen des Entnazifizierungsverfahrens (1947 und 1948) wurde er im Herbst 1950 von Stadtbaurat Clemens Massenberg als Architekt in das Hochbauamt der Stadt Bochum berufen. In den folgenden 4 Jahren hatte Keilmann seine bedeutendste Schaffensphase. Von den sechs zentralen öffentlichen Gebäuden des neuen östlichen Bochumer Zentrums (Stadtbad (abgerissen), Stadtwerkehochhaus, Arbeitsamt (abgerissen), Berufsschule für Jungen, Hauptbahnhof, Verwaltungs- und Wirtschaftsakademie) entwarf er 1952 sowohl das Stadtwerkehochhaus, welches in der neuartigen Stahlskelettbauweise erstellt wurde, als auch die Verwaltungs- und Wirtschaftsakademie, die mit ihrem westlich gelegenen Cafeteriatrakt einen optischen Abschluss der zentralen Innenstadt gegen die folgende Wohnbebauung darstellte. Das letzte von ihn geplante Gebäude, die Trauerhalle Ost auf dem Hauptfriedhof Bochum, wurde in den Jahren 1973/74 im Stil des Brutalismus gebaut. Sie wird gerade restauriert und umgebaut und dient ab Mai 2025 als Bibliothek des Fritz-Bauer-Forum. Alle drei Gebäude stehen heute unter Denkmalschutz.
1954 wurde Keilmann verbeamtet und zunächst für eine Beförderung zum städtischen Baurat vorgeschlagen. Nach nochmaliger Überprüfung seines Studienabschlusses – der in Weimar erworbene Diplom-Architekt (Dipl. Arch.) war in Nordrhein-Westfalen dem Dipl.-Ing. (FH) gleichgestellt, wurde die Ernennung durch den Personalausschuss der Stadt zurückgenommen und Keilmann zum Stadtbaumeister ernannt. In dieser Funktion verblieb er bis zu seiner Pensionierung im Juli 1972. Ihm unterstanden als Gruppenleiter bis zu drei Mitarbeiter. In der Zeit zwischen 1961 und 1966 finden sich keine Hinweise auf bemerkenswerte Entwurfsarbeiten; erst in den letzten fünf Jahren vor seinem Ruhestand trat er nochmals mit einer größeren Zahl an Entwürfen für städtische Bauten in Erscheinung.
Keilmann hat als Architekt im Hochbauamt der Stadt Bochum zwischen 1950 und 1972 einen erheblichen Beitrag zum Stadtbild geleistet. Neben seinen oben genannten Hauptwerken sind eine große Anzahl Schulen (u. a. Neulingschule, Rosenbergschule, Erweiterungsbau Goetheschule) und weitere Trauerhallen (Stiepel, Dahlhausen, und Gerthe) zu nennen. Darüber hinaus plante er den Rathaussitzungssaal sowie die Errichtung der Aussichtsplattform im Turm der Burg Blankenstein (Hattingen). Ferdinand Keilmann starb am 7. September 1979 in Bochum, er hinterließ seine Ehefrau und vier Söhne.

## Ausgeführte Bauten (Auswahl)
- 1928: Wohnhaus für Dr. Mackenstein in Klein-Ostheim
- 1928: Innenausbau des Säuglingsheims in Würzburg
- 1930: Perspektiven und Ausbauzeichnungen für das Studentenhaus in Jena
- 1930: Ausbauzeichnungen und Treppenanlage zum Wohnhaus für Ernst Neufert in Gelmeroda
- 1933: Stadtrandsiedlung mit 44 traufständigen Doppelhaushälften (als erster Bauabschnitt der späteren Strietwaldsiedlung) in Aschaffenburg
- 1936: Kriegerdenkmal im Magnolienhain des Aschaffenburger Schöntals, sog. Jägerehrenmal (zusammen mit Otto Gentil; 1946 beseitigt)
- 1936: Offiziersheim beim Seefliegerhorst in Hörnum (Sylt)
- 1937: Wohnbauten beim Seefliegerhorst in Hörnum (Sylt)
- 1938: Doppelwirtschaftsgebäude einer Flak-Kaserne in Berlin-Lankwitz
- 1939: Bosch-Siedlung in Stahnsdorf
- 1946: Wohnhaus Wagner in Birkenau an der Bergstraße
- 1947: Trauerhalle auf dem Friedhof in Roigheim
- 1950: Ratssaal im Rathaus Bochum[4]
- 1952–1955: Bürogebäude der Stadtwerke Bochum in Bochum[4]
- 1953–1955: Gebäude der Verwaltungs- und Wirtschaftsakademie in Bochum[4]
- 1954: Grabmal für Clemens Massenberg auf dem Hauptfriedhof am Freigrafendamm in Bochum
- 1955: Volksschule St. Antonius in Bochum
- 1956: Umbau des Theater-Restaurants im Schauspielhaus Bochum
- 1958: Böckenberg-Volksschule in Bochum-Grumme
- 1959: Erweiterungsbau der Neulingschule in Bochum
- 1960: Umgestaltung und Renovierung des Stadtparkrestaurants in Bochum
- 1967: Trauerhalle auf dem Friedhof in Bochum-Stiepel
- 1969: städtisches Betriebsgebäude an der Markstraße in Bochum
- 1970: Aussichtsplattform in der Burgruine Blankenstein in Hattingen
- 1971: Rosenbergschule in Bochum
- 1971: Erweiterungsbau der Goetheschule in Bochum
- 1973–1974: Trauerhalle Havkenscheid auf dem Hauptfriedhof am Freigrafendamm in Bochum[4]